# Три Хил (2. сезона)
Друга сезона телевизијске серије Три Хил, по жанру драме, премијерно је приказивана у периоду од 21. септембра 2004. године до 24. маја 2005. године, на америчкој телевизијској мрежи The WB.

## Опис
Након сазнања да је Ден доживео срчани удар, Лукас и Кит одлучују да се врате у Три Хил. Ден на све начине покушава да се зближи са Лукасом. Лукас почиње да живи у Деновој кући, заједно са њим, како би до краја разоткрио Денову мрачну страну личности и показао себи, али и другима, каква је личност заправо Ден. Још један од разлога који је значајно утицао ња његово пресељење је и сазнање да има урођену срчану полест ХЦМ, коју је наследио од свог оца, а које је и била главни узрочник Деновог срчаног удара. Лукас је пристао да живи са Деном, јер му је Ден куповао лекове који су ублажавали симптоме болести. Лукас открива да је Ден дао велику суму новца Џулс (Марија Менунос), како би она завела Кита, а затим му „сломила“ срце, тако што ће побећи са њиховог венчања. Након што се то и догодило, Кит, сломљеног срца, поново напушта Три Хил.
У посету Нејтану и Хејли долази Хејлина старија сестра, Тејлор Џејмс (Линдзи Макион), која је, касније ће се испоставити, била прва девојка са којом је Нејтан водио љубав. много пре него што је упознао Хејли. Да ствари буду још горе, брак између Нејтана и Хејли поново бива стављен на тестирање када у Три Хил долази Крис Келер (Тајлер Хилтон), музичар који убеђује Хејли да напусти Три Хил и пође на турнеју заједно са њим. У очајању, Нејтан покушава да се убије, тако што сам проузрокује саобраћајну несрећу, али ипак остаје жив. У болници, сања како ће му живот вероватно бити лепши уколико не буде у браку са Хејли. Нејтан одлучује да потпише папире за развод брака.
Пејтон почиње да ради као главни организатор музичких дешавања у клубу "TRIC", али у исто време улази у лоше друштво и почиње да конзумира дрогу. Џејк се поново враћа у Три Хил и покушава да јој помогне да превазиђе тај проблем. Џејк и Пејтон се заљубљују једно у друго, али је Џејк поново приморан да напусти Три Хил, јер је Ники киднаповала њихову ћерку Џени и нестала у непознатом правцу.
Брук добија новог суседа, Феликса (Мајкл Копон), са којим након извесног времена, започиње љубавну везу. Брук, након сазнања да су јој родитељи банкротирали, настојећи да се извуче из нелагодне ситуације, почиње да користи своју унутрашњу снагу, коју до тада уопште није ни спознавала. Кандидује се за председницу школског савета и побеђује у изборној трци доташњу председницу Ерику Марш. Након сазнања да је Феликс уништио школски ормарић од Пејтон, написавши на њему „Лезбијка“, Брук прекида везу са Феликсом. Феликс бива избачен из школе и родитељи га шаљу у Војну школу. Након што њени родитељи одлучују да продају кућу у Три Хилу и да се преселе у Калифорнију, Брук се поново зближава са Лукасом и сели се у његову кућу.
Лукас почиње да се виђа са Феликсовом сестром Аном (Данијела Алонсо), али њихова веза се завршава када Ана сазнаје да је Лукас ипак заљубљен у Брук. Раскид са Лукасом оставља Ану збуњеном у погледу њених сексуалних опредељења. Након пољупца упућеном Пејтон, Ана почиње да се све више осврће на чињеницу да у погледу њених сексуалних опредељења преовлађује бисексуалност. Ана се враћа у своју претходну школу, како би била заједно са својом девојком.
Ден и Деб се поново мире, али овога пута да би заједничким снагама покушали да пониште брак између Нејтана и Хејли. Лукас открива да је Деб постала зависник од лекова за смирење. Деб одлази на рехабилитацију, а за своје стање највише криви Дена. Карен се уписује у пословну школу и заљубљује се у свог професора Ендија Харгроува (Керен Хачинсон), који спријатељивши се са Лукасом, покушава да му погоне у борби против Дена.
У последњој епизоди друге сезоне, Енди је принуђен да се врати на Нови Зеланд, како би бринуо о својој мајци, која је веома болесна. Карен одлучује да пође заједно са њим. Деб напушта клинику за рехабилитацију и сазнаје да је Ден окривио Нејтана за њену зависност од лекова. Деб предлаже Нејтану да напусте Три Хил и преселе се негде другде, где би живели мирније и без непрестаних животних трзавица. Лукас проналази пословну књигу, у којој је Ден чувао извештаје о својим илегално обављеним пословима и предаје је Деб. Ден ипак добија натраг своју књигу, а како би се осветио Лукасу, престаје да му даје новац за лекове. Нејтан се љути на Лукаса, због Лукасовог мешања у послове и живот његове породице. Лукас коначно износи Брук своја искрена осећања према њој, али остаје ускраћен за њен одговор, јер Брук одлази у Калифорнију на летњи распуст. Пејтон почиње да прима непрестане инстант-поруке преко Интернета од непознате особе, а свака порука је истог садржаја - „Погледај мене - Погледај себе“ (енгл. WHATCHMEWHATCHYOU) и верује да те поруке долазе од њој непознате новинарка Ели Харп (Шерил Ли). Ели изненада посећује Пејтон и шокира је чињеницом да је она њена биолошка мајка. Ден, за својим радним столом, на врху грлића флаше његовог омиљеног пића проналази белу супстанцу и истог момента закључује да је отрован. Пре него што ће Ден пасти у несвест, на вратима његове канцеларије појављује се особа, обучена у потпуно црну кабаницу, и активира пожар у Деновом салону аутомобила. Нејтан бива потпуно затечен, када при повратку кући, на вратима угледа Хејли. Лукас и Пејтон закључују да ће ово лето провести заједно, само њих двоје.